# Mario et le Magicien
Pour les articles homonymes, voir Mario et le Magicien (homonymie).
Mario et le Magicien (en allemand Mario und der Zauberer – Ein tragisches Reiseerlebnis ) est une nouvelle écrite par Thomas Mann en 1930.

## Résumé
Le narrateur et sa famille passent leurs vacances à Torre di Venere d'août en septembre. Ils sont, par ce séjour, confrontés à l'Italie fasciste. La famille prévoyait un séjour calme, mais sera en réalité confrontée non seulement aux problèmes politiques vécus par l'Italie, mais également au grand nombre de touristes de la classe moyenne ayant décidé de passer leurs vacances à Torre di Venere.
La famille ressent qu'elle n'est pas la bienvenue. Au Grand-hôtel, on refuse de la servir sur la véranda éclairée, parce qu'ils sont considérés comme des étrangers. Ils finiront par changer d'hôtel après que la femme occupant la chambre voisine se sera plainte de la maladie du fils du narrateur. La famille décide de prendre une chambre à la pension Eleanora, tenue par Madame Angiolieri. La famille n'a pas réellement l'impression de vivre dans un climat propice aux vacances, bien que la nouvelle pension soit satisfaisante sur tous les points.
D'autres problèmes surviennent durant leurs vacances : la fille de 8 ans se retrouve brièvement nue sur la plage, ce qui est contraire à la morale et cause un réel tumulte sur la plage. La police vient même, et le narrateur regrette de ne pas avoir quitté Torre di Venere dès que les problèmes ont commencé.
Quand s'annonce le spectacle du magicien et prestidigitateur Cavaliere Cipolla, les enfants, enthousiasmés, souhaitent assister à la représentation. Celle-ci a lieu tard, et, bien que les parents aient des doutes quant à savoir si elle est bel et bien adaptée aux enfants, quatre billets sont achetés. Le soir de la représentation, les pêcheurs et Mario, un serveur, arrivent avec un retard considérable.
Cipolla est un homme âgé, qui apparait au public avec un fouet. Sur la scène se trouvent une petite table ronde, une bouteille de cognac et un verre.
Le narrateur et sa femme comprennent très rapidement que Cipolla n'est pas un magicien, mais un hypnotiseur remarquable. Un jeune garçon est ainsi forcé à tirer la langue de façon exagérée, puis suivent des exploits arithmétiques et des tours de cartes. Pendant un tour de carte, l'hypnotiseur en arrive à un petit duel de volonté. Dans le public, une antipathie contre lui devient claire, mais on reconnaît toujours à Cipolla une certaine reconnaissance professionnelle. Des exploits suivent encore, comme un transfert de pensée ou la découverte de certains objets.
Durant la pause, les enfants se réveillent. Les parents ne trouvent pas le courage de demander à leurs enfants de quitter la représentation et décident donc de rester. Le narrateur évoque ici l'attraction de l'étrange comme raison de rester.
Dans la deuxième partie de la représentation, presque tout le public est sous le pouvoir d'hypnose de Cipolla et le narrateur exprime un regret répété sur le fait d'être resté avec sa famille.
Au sommet de la manifestation, Cipolla interpelle Mario et apprend du jeune homme qu'il a précédemment manipulé que celui-ci à des problèmes de cœur à cause d'une fille nommée Silvestra. Mario semble réellement souffrir. Cipolla lui fait croire qu'il est cette fille et lui demande de l'embrasser sur la joue, ce qu'il fait. Quand Mario constate, dégouté et effrayé, dans quelle situation il se trouve, il s'enfuit de la scène, puis revient avec une arme avec laquelle il tue Cipolla.
La famille quitte précipitamment la représentation ; la mort de Cipolla est toutefois ressentie comme très libératrice chez le narrateur.

## Principaux personnages

### Cavaliere Cipolla
Son apparence apparaît comme étant grotesque et ridicule. Il est petit, avec un visage déformé et les yeux perçants. Il porte le costume classique d'un magicien. Il porte également un fouet, et se maintient en forme avec le cognac et les cigarettes. Cipolla humilie exclusivement le peuple.

### Le narrateur
Le narrateur, sa femme et ses enfants passent leurs vacances à Torre di Venere. Le peu d'informations données au sujet de la famille donne l'impression que le lecteur connaisse intimement la famille. Durant la représentation, le narrateur a un sentiment mêlé de crainte, d'admiration, de curiosité et de haine face à Cipolla qui rend par des moyens simples le public docile.

### Mario
Il fait partie des serveurs de L'Esquisito. C'est un homme simple, le meurtre de Cipolla n'a pas réellement été réfléchi, bien qu'on puisse se demander pourquoi il portait une arme avec lui.

## Adaptation cinématographique
- 1994 : Mario et le Magicien, film allemand réalisé par Klaus Maria Brandauer, d'après la nouvelle homonyme de Thomas Mann, avec Julian Sands, Anna Galiena et Klaus Maria Brandauer